# گرند کنیون
گرَند کَنیِن (به انگلیسی: Grand Canyon) یک ژرف‌دره است که میان آن رودخانه کلرادو قرار دارد و در ایالت آریزونا، آمریکا قرار دارد. بخشی بزرگی از گرند کنیون در پارک ملی گرند کنیون قرار دارد که یکی از اولین پارک‌های ملی در آمریکا است.
درازای گرند کنیون ۲۷۷ مایل (۴۴۶ کیلومتر) و پهنای آن تا ۱۸ مایل (۲۹ کیلومتر) می‌رسد و عمق آن یک مایل (۶٬۰۰۰ فوت یا ۱٬۸۰۰ متر) است این دره احتمالاً در دو میلیارد سال پیش و با فرسایش سنگ‌ها توسط رود کلرادو به وجود آمده‌است. البته دربارهٔ مسائل زمین‌شناسی به وجود آمدن گرند کنیون بحث‌هایی وجود دارد.

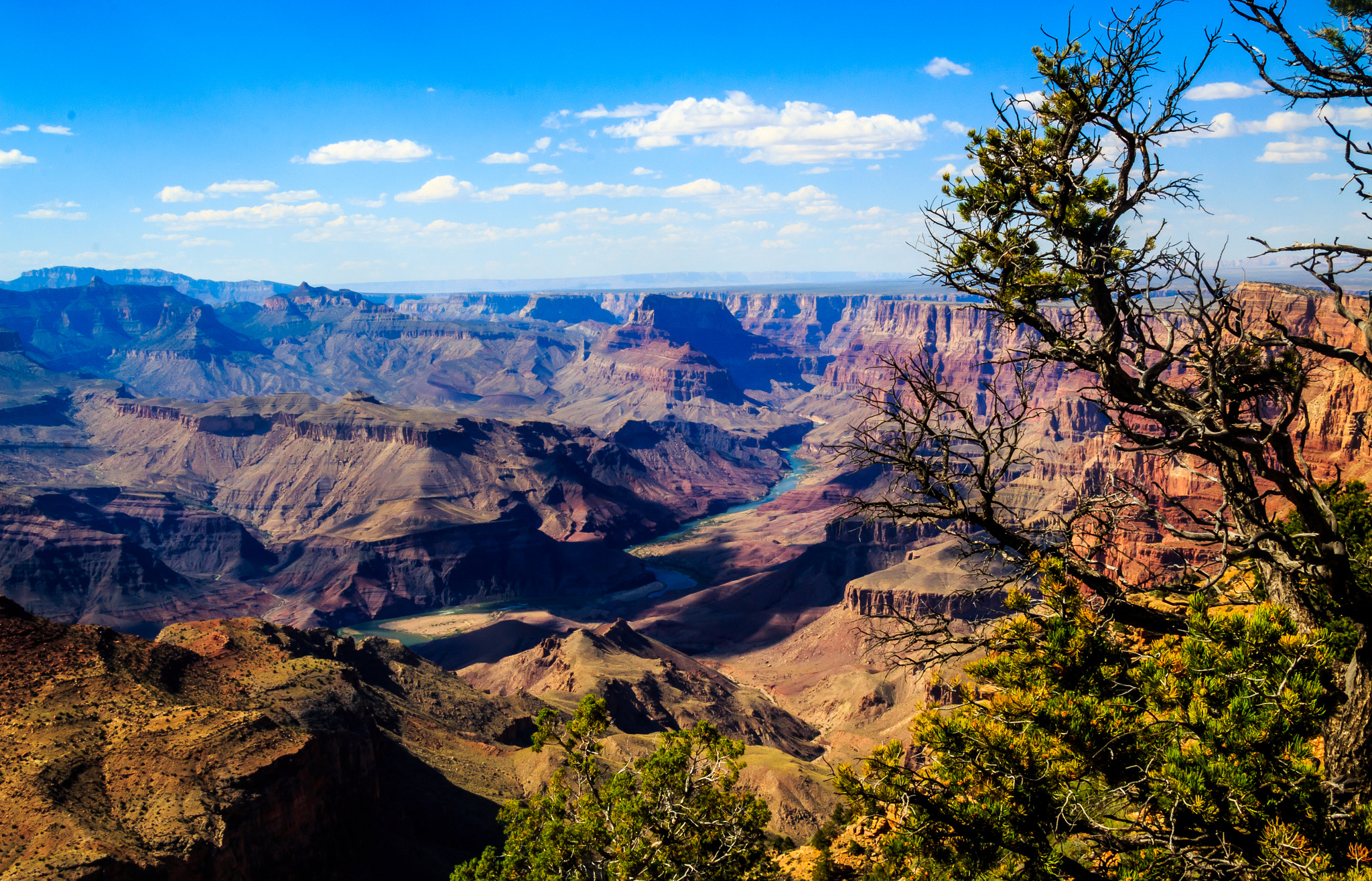
رودخانه کلرادو که از میان گرند کنیون در آریزونا می‌گذرد.

پیش از مهاجرت اروپاییان این دره محل زندگی بومیان آمریکایی بوده‌است آنها محل‌های زندگی در دره و خیلی از غارها ساخته بودند و حتی مردم پوئبلو این دره را یک ناحیه مقدس می‌شمردند. نخستین اروپایی که به دره گرند کنیون رسید فردی اسپانیایی به نام گارسیا لوپز دکاردناس است که در سال ۱۵۴۰ به این دره رسید
هم‌اینک هنوز در حدود ۵۰۰ سرخ‌پوست در گرند کنیون زندگی می‌کنند.
گرند کنیون از جاذبه‌های بزرگ گردشگری در آمریکا است، به‌ویژه چشم‌اندازهای کنارهٔ جنوبی آن، اما مکان‌های بسیار آرامی نیز در محدودهٔ گردشیِ آن یافت می‌شود.
پیاده‌روی تا کف دره به خاطر ژرفای زیاد و گرمای هوا نیاز به سطح بالایی از قدرت بدنی دارد. هرچه فرد به بخش‌های پایین‌تر دره نزدیک می‌شود گرمای هوا هم افزایش می‌یابد.
 به دلیل خشکسالی و پایین آمدن آب سطح دریاها و زمین لرزه ها در قاره آمریکا دره ژرفی به نام گرند کنین به وجود می آید.

## مقالات مرتبط
- دره خزینه
- تنگه هایقر